# John O'Shea

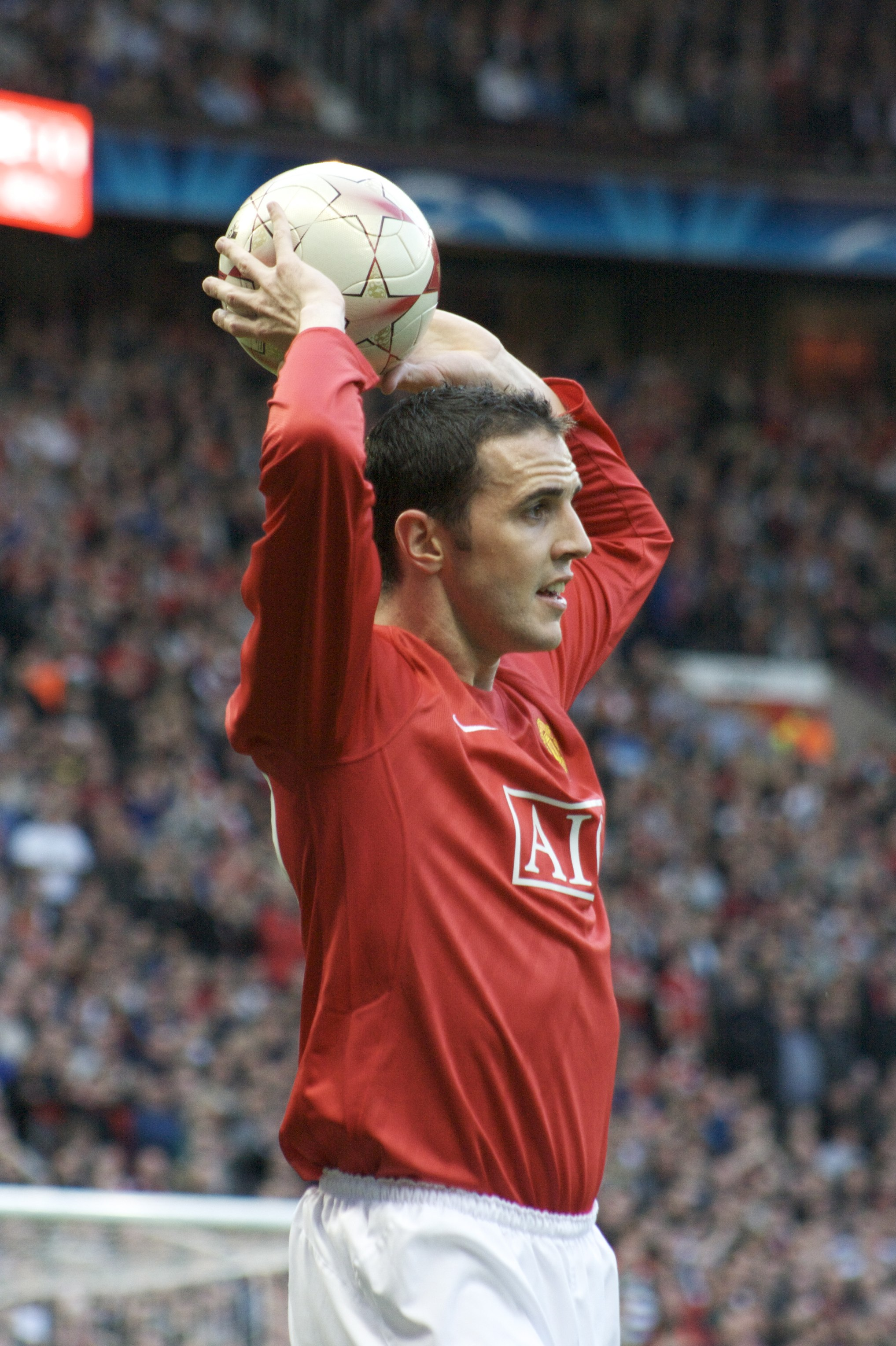
John O'Shea (2009)

John Francis O'Shea (* 30. duben 1981 Waterford) je irský fotbalový trenér a bývalý profesionální fotbalista, který hrával na pozici středního obránce. Svoji hráčskou kariéru ukončil v létě 2019 v anglickém Readingu. Mezi lety 2001 a 2018 odehrál 118 utkání v dresu irské reprezentace, ve kterých vstřelil 3 branky.
S Manchesterem United se stal vítězem Ligy mistrů 2007/08 a je také pětinásobným mistrem Anglie.

## Klubová kariéra

### Manchester United
O'Shea podepsal profesionální smlouvu s Manchesterem United v 17 letech a svůj profesionální debut si odbyl v roce 1999 v Ligovém poháru proti Aston Ville ve Villa Parku při prohře 0:3.
Následovalo hostování v Bournemouthu a v belgickém klubu Royal Antverpy. Po návratu, v sezóně 2002/03, se stal členem prvního týmu United, kde dokazoval svoji univerzálnost, když hrával na pozici levého obránce, pravého obránce, stopera i středového záložníka.
V sezóně 2003/04 se museli United obejít bez suspendovaného Ria Ferdinanda, poté co se v lednu nedostavil na dopingovou kontrolu a O'Shea ho tak musel nahradit na stoperském postu. Pomohl United získat FA Cup po finálové výhře 3:0 nad Millwallem.
V sezóně 2004/05 byl spojován s přestupem do Newcastlu nebo Liverpoolu. V ročníku se mu příliš nedařilo. Při vítězství 4:2 na půdě Arsenalu vstřelil O'Shea čtvrtý gól United přímo ze středu šestnáctky.
Při zranění Garyho Nevilla v sezóně 2005/06 byl O'Shea opět první volbou do základní sestavy United. Byl kritizován pro nevýrazné výkony a byl jedním z hráčů, které kritizoval Roy Keane v kontroverzním rozhovoru pro klubovou stanici MUTV.
Dne 4. února 2007, během ligového utkání s Tottenhamem, O'Shea nahradil v bráně United brankáře Edwina van der Sara poté, co si Edwin zlomil nos a Manchester měl vyčerpány všechna střídání. V posledních minutách zápasu zabránil vstřelení branky svému reprezentačnímu spoluhráči Robbiemu Keanovi. Po této události skandovali fanoušci na jeho počest slova "irská jednička".
O měsíc později v nastaveném čase vstřelil vítězný gól na Anfield Road Liverpoolu, když předtím vystřídal Wayna Rooneyho. Tento gól byl velmi důležitý na cestě za titulem v Premier League. Svůj tým také zachránil na konci sezóny proti Evertonu při výhře 4:2, když poslal do sítě míč vyražený brankářem po rohovém kopu Ryana Giggse. Jednalo se o jeden z nejdůležitějších momentů sezóny, protože Chelsea tehdy remizovala s Boltonem a nedokázala se už vrátit do hry o titul. Další gól vstřelil při prohře 2:1 proti Portsmouthu v období, kdy United měli hodně zraněných a O'Shea jako univerzál hrál na stoperském postu.
Dne 23. listopadu 2007 prodloužil O'Shea smlouvu s Manchesterem do roku 2012. V průběhu sezóny naskakoval do zápasu mnohdy z lavičky, a byl důležitým hráčem k cestě za evropským double. Ve 4. kole ligového poháru, při prohře 0:2 s Coventry City, měl O'Shea poprvé kapitánskou pásku na své ruce.
V průběhu sezóny 2008/09 se stal O'Shea první volbou na post pravého obránce při zranění Garyho Nevilla a Wese Browna. 20. ledna 2009 vstřelil svůj první gól v sezóně proti Derby County v odvetě semifinále ligového poháru. O'Shea nastoupil v základní sestavě ve finále ligového poháru proti Tottenhamu a byl vystřídán Nemanjou Vidićem v 76. minutě zápasu. United vyhráli 4:1 na penalty. 29. dubna 2009 vstřelil jediný gól v prvním zápase semifinále Ligy mistrů proti Arsenalu. United nakonec v součtu obou zápasů vyhráli 4:1. 20. května 2009, 7 dní před finále Ligy mistrů, O'Shea řekl, že chce hrát ve finále, hlavně pak co v minulé sezóně proseděl finále na lavičce náhradníků. Nakonec odehrál celý zápas, ale zápas United prohráli 0:2 proti Barceloně.
O'Shea nastoupil na svůj 350 zápas jako kapitán týmu hned první zápas sezóny 2009/10 proti Birminghamu. 29. září 2009 skóroval v zápase proti Stoke City.

### Sunderland
Dne 7. července 2011 podepsal O'Shea čtyřletou smlouvu se Sunderlandem, který vedl bývalý kapitán Manchesteru United Steve Bruce.

## Reprezentační kariéra
Nastupoval v dresu irské reprezentace U21.
O'Shea nastoupil poprvé za A-tým irské reprezentace 15. srpna 2001 v Dublinu, když se dostal na hřiště v 84. minutě utkání proti Chorvatsku. Jeho premiéra se příliš nevydařila, v nastaveném čase daroval hostům penaltu, díky níž zápas skončil 2:2.
Ve svém 100. reprezentačním zápase ve třetím kole kvalifikace na EURO 2016 14. října 2014 vstřelil v nastaveném čase vyrovnávající gól na konečných 1:1 proti domácímu Německu, Irsko získalo ze tří zápasů 7 bodů a mělo tak dobrý start do kvalifikace.

### Reprezentační góly
| #  | Datum       | Místo         | Soupeř   | Skóre | Výsledek | Soutěž          |
| -- | ----------- | ------------- | -------- | ----- | -------- | --------------- |
| 1. | 19. 8. 2003 | Dublin, Irsko | Rakousko | 1:1   | 2:1      | přátelský zápas |

## Statistiky

### Klubové
| Klub                  | Sezóna  | Liga   | Liga   | FA Cup | FA Cup | Ligový pohár | Ligový pohár | Evropa | Evropa | Ostatní | Ostatní | Celkově | Celkově |
| Klub                  | Sezóna  | Zápasy | Branky | Zápasy | Branky | Zápasy       | Branky       | Zápasy | Branky | Zápasy  | Branky  | Zápasy  | Branky  |
| --------------------- | ------- | ------ | ------ | ------ | ------ | ------------ | ------------ | ------ | ------ | ------- | ------- | ------- | ------- |
| Manchester United     | 1999/00 | 0      | 0      | –      | –      | 1            | 0            | 0      | 0      | 0       | 0       | 1       | 0       |
| Bournemouth (host.)   | 1999/00 | 10     | 1      | 0      | 0      | 0            | 0            | 0      | 0      | 0       | 0       | 10      | 1       |
| Manchester United     | 2000/01 | 0      | 0      | 0      | 0      | 2            | 0            | 0      | 0      | 0       | 0       | 2       | 0       |
| Royal Antwerp (host.) | 2000/01 | 14     | 0      | 0      | 0      | –            | –            | 0      | 0      | 0       | 0       | 14      | 0       |
| Manchester United     | 2001/02 | 9      | 0      | 0      | 0      | 1            | 0            | 3      | 0      | 0       | 0       | 13      | 0       |
| Manchester United     | 2002/03 | 32     | 0      | 1      | 0      | 3            | 0            | 16     | 0      | 0       | 0       | 52      | 0       |
| Manchester United     | 2003/04 | 33     | 2      | 6      | 0      | 2            | 0            | 7      | 0      | 1       | 0       | 49      | 2       |
| Manchester United     | 2004/05 | 23     | 2      | 4      | 1      | 4            | 0            | 5      | 0      | 1       | 0       | 37      | 3       |
| Manchester United     | 2005/06 | 34     | 1      | 2      | 0      | 4            | 1            | 7      | 0      | 0       | 0       | 47      | 2       |
| Manchester United     | 2006/07 | 32     | 4      | 5      | 0      | 1            | 0            | 11     | 1      | 0       | 0       | 49      | 5       |
| Manchester United     | 2007/08 | 28     | 0      | 2      | 0      | 1            | 0            | 6      | 0      | 1       | 0       | 38      | 0       |
| Manchester United     | 2008/09 | 30     | 0      | 4      | 0      | 6            | 1            | 12     | 1      | 2       | 0       | 54      | 2       |
| Manchester United     | 2009/10 | 15     | 1      | 0      | 0      | 0            | 0            | 2      | 0      | 1       | 0       | 18      | 1       |
| Manchester United     | 2010/11 | 20     | 0      | 4      | 0      | 1            | 0            | 6      | 0      | 1       | 0       | 32      | 0       |
| Manchester United     | Celkově | 256    | 10     | 28     | 1      | 26           | 2            | 75     | 2      | 7       | 0       | 392     | 15      |
| Sunderland            | 2011/12 | 0      | 0      | 0      | 0      | 0            | 0            | –      | –      | –       | –       | 0       | 0       |
| Celkově               | Celkově | 280    | 11     | 28     | 1      | 26           | 2            | 75     | 2      | 7       | 0       | 416     | 16      |

Zápasy hrané k 8. květnu 2011

### Reprezentační
k roku 2013
| Národní tým | Sezóna  | Záp. | Branky |
| ----------- | ------- | ---- | ------ |
| Irsko       | 2001    | 1    | 0      |
| Irsko       | 2002    | 1    | 0      |
| Irsko       | 2003    | 9    | 1      |
| Irsko       | 2004    | 8    | 0      |
| Irsko       | 2005    | 9    | 0      |
| Irsko       | 2006    | 7    | 0      |
| Irsko       | 2007    | 8    | 0      |
| Irsko       | 2008    | 7    | 0      |
| Irsko       | 2009    | 10   | 0      |
| Irsko       | 2010    | 8    | 0      |
| Irsko       | 2011    | 6    | 0      |
| Irsko       | 2012    | 10   | 0      |
| Irsko       | 2013    | 9    | 1      |
| Celkově     | Celkově | 93   | 2      |

## Trofeje

### Klubové

#### Manchester United
- Premier League (4): 2002/03, 2006/07, 2007/08, 2008/09, 2010/11
- FA Cup (1): 2003/04
- Ligový pohár (2): 2005/06, 2008/09, 2009/10
- Community Shield (3): 2003, 2007, 2008, 2010
- Liga mistrů UEFA (1): 2007/08
- MS klubů FIFA (1): 2008